# Saïd Makasi
Saïd Makasi (Bukavu, Zaire, 20 de agosto de 1982) es un exfutbolista de Ruanda nacido en Zaire que jugaba en la posición de delantero centro.

## Carrera

### Club
| Periodo   | Club                             |
| --------- | -------------------------------- |
| 1999-2000 | Express FC                       |
| 2001      | Renaissance Kigali               |
| 2001      | Kampala City Council FC          |
| 2002      | SC Villa                         |
| 2003–2004 | FC Strombeek                     |
| 2004-2005 | FC Brussels                      |
| 2004      | → KV Mechelen (cedido)           |
| 2005–2006 | Sakaryaspor                      |
| 2006–2007 | Hapoel Petah Tikva FC            |
| 2007–2008 | Maccabi Herzliya                 |
| 2008      | → Hapoel Be'er Sheva FC (cedido) |
| 2008-2010 | Difaa El Jadida                  |
| 2010-2011 | Widad Fez                        |
| 2011-2012 | Rayon Sport FC                   |
| 2012–2015 | Espoir                           |
| 2015–2017 | OC Muungano                      |
| 2017      | Espoir                           |

### Selección nacional
Jugó para Ruanda en 24 ocasiones de 2003 a 2009 y anotó ocho goles; uno de esos goles fue el de la victoria por 1-0 ante República Democrática del Congo en Bizerte por la Copa Africana de Naciones 2004, la primera victoria de Ruanda en la competición.

## Logros
- Superliga de Uganda (1): 2002
- Copa de Uganda (1): 2002
- Segunda División de Bélgica (1): 2003/04
- TFF Primera División (1): 2005/06